# Gustav Ebbinghaus

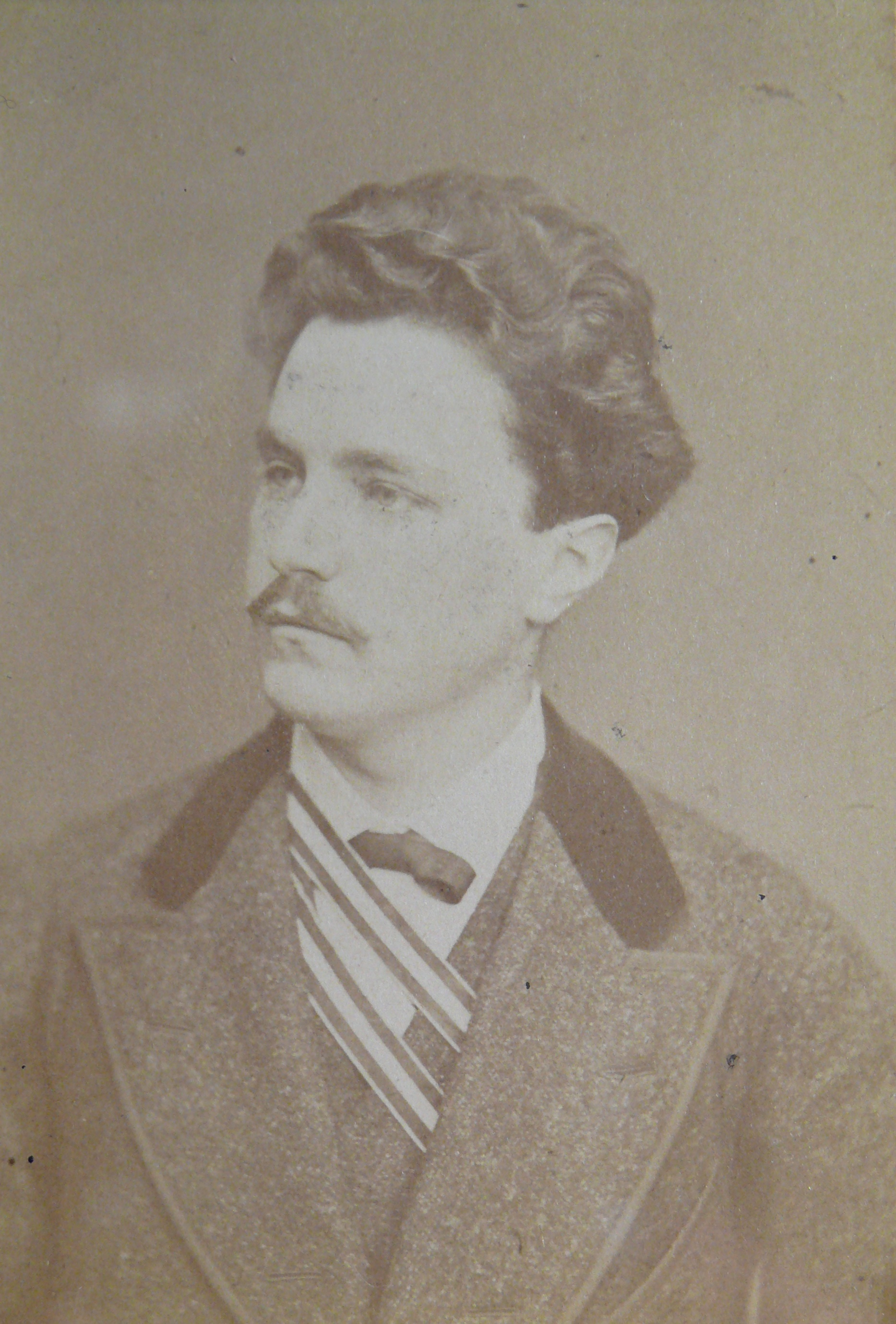
Gustav Ebbinghaus

Kurt Gustav (von) Ebbinghaus (* 14. Juli 1864 in Iserlohn; † 23. März 1946 in München) war ein deutscher Verwaltungsjurist.

## Leben
Gustav Ebbinghaus war der Sohn des Iserlohner Kaufmanns, Fabrikbesitzers und geheimen Kommerzialrates Hugo Ebbinghaus und dessen Frau Louise Sophie geborene Kissing. Er war verheiratet und hatte eine Tochter.
Gustav Ebbinghaus besuchte die Realschule I Ordnung in Iserlohn bis zum 17. Lebensjahr und legte dann nach einer einjährigen Vorbereitungsphase das Abitur in Arnsberg ab. Er studierte 1883 bis 1886 Rechtswissenschaft an der  Ruprecht-Karls-Universität in Heidelberg und der Universität zu Berlin. 1883 wurde er Mitglied des Corps Guestphalia Heidelberg. Nach den Examen und der Promotion zum Dr. iur. trat er in den preußischen Staatsdienst. 1903 wurde er Landrat des Obertaunuskreises. Noch im selben Jahr wechselte er zum Landkreis Düsseldorf, in dem er 1904/05 Landrat war.
Von 1907 bis 1919 war er Kurator der Rheinischen Friedrich-Wilhelms-Universität. Anlässlich der Einweihung des neuen Physikalischen Instituts wurde ihm 1913 die Ehrendoktorwürde der Bonner Universität verliehen. Er war Geheimer Regierungsrat und von 1912 bis 1921 Senator der Kaiser-Wilhelm-Gesellschaft. Seit 1907 war er Patron der Gesellschaft für Rheinische Geschichtskunde.
Von 1913 bis 1918 war er Mitglied des Preußischen Herrenhauses. Zum Ende der Kaiserzeit  nobilitiert, trug er den Adelstitel nach 1918 nicht mehr. Schon vor 1930 lebte er in München, wo er wohl starb.